# Mario Abdo Benítez
Mario Abdo Benítez (* 10. listopadu 1971 Asunción) je paraguayský politik, mezi lety 2018 a 2023 prezident Paraguaye.

## Životopis
Jeho otec byl osobním tajemník bývalého diktátora Alfreda Stroessnera. Po ukončení svého středoškolského vzdělání v roce 1989 vstoupil do Paraguayských ozbrojených sil, kde získal hodnost druhého nadporučíka záložního letectva a následně byl jmenován velitelem vzdušných sil jako výsadkář. Poté ukončil vysokoškolské studium v marketingu na Univerzitě Teikyo Post ve Waterbury v Connecticutu.
V roce 2005 se stal členem Republikánského národního rekonstrukčního hnutí. Později byl členem hnutí Paz y Progreso a v roce 2005 byl jmenován viceprezidentem politické strany Colorado. V červnu 2015 byl zvolen prezidentem Paraguayského senátu.
V prosinci 2017 vyhrál Abdo Benítez kandidaturu na prezidentské volby za politickou stranu Colorado, když porazil bývalého ministra financí Santiaga Peñu s 50,93% hlasů. Dne 22. dubna 2018 vyhrál prezidentské volby, když porazil Efraina Alegre s 46,46% hlasů. Ve věku 46 let se tak Abdo Benítez stal spolu s Nicanorem Duartem Frutosem nejmladším prezidentem Paraguaye od pádu Stroessnerovy diktatury. Znovu kandidovat již nemohl, v úřadu skončil 15. srpna 2023.

## Vyznamenání
- velkostuha Řádu jasného nefritu, Tchaj-wan, 8. října 2018[1]
- velkokříž s řetězem Řádu andského kondora, Bolívie, 2019[2]
- velkokříž s řetězem Řádu Boyacá, Kolumbie, 24. dubna 2022, udělil prezident Iván Duque, udělen jednomu z nejvěrnějších obránců demokracie, svobody a soukromé iniciativy v celém regionu[3]
- rytíř velkokříže s řetězem Řádu zásluh o Italskou republiku, Itálie, 12. ledna 2023[4][5]